# Smithsonidrilus pauper
Smithsonidrilus pauper är en ringmaskart som beskrevs av Erséus 1990. Smithsonidrilus pauper ingår i släktet Smithsonidrilus och familjen glattmaskar. Inga underarter finns listade i Catalogue of Life.